# Чанчэн (антарктическая станция)
Чанчэн (кит. 中国南极长城站, «Великая стена») — первая китайская научно-исследовательская станция в Антарктике. Открыта 20 февраля 1985 года.
Находится на острове Ватерлоо (Кинг-Джордж) в 2,5 км от чилийской станции «Президент Эдуардо Фрей Монталва» и в 960 км от мыса Горн.
Станция располагается на скале, не покрытой льдом, на высоте около 10 метров над уровнем моря. Летом здесь работают свыше 40 учёных; зимой население станции составляет 14 человек.